# Sport in Thüringen
Die Schwerpunkte des Sports in Thüringen liegen im Bereich der Wintersportarten. Oberhof ist eines der wichtigsten Wintersportzentren Deutschlands und bietet mit Skisprunganlage, Bob- und Rodelbahn sowie einem Biathlonstadion Arenen für internationale Wettkämpfe. Der Eisschnelllauf hat in Erfurt eine wichtige Basis gefunden. Die beiden erfolgreichsten Fußballmannschaften sind der FC Rot-Weiß Erfurt und der FC Carl Zeiss Jena. In Schleiz befindet sich das Schleizer Dreieck – eine für Motorrad- und Oldtimerrennen genutzter Rundkurs und einzige Rennstrecke Thüringens. Der Radklassiker Rund um die Hainleite ist Deutschlands ältestes noch gefahrenes Radrennen.
Im Landessportbund Thüringen e. V. sind in 3.424 Vereinen 370.579 Mitglieder organisiert; das sind etwa 17,7 % der Thüringer Bevölkerung (Stand 2017).

## Geschichte

### Die Anfänge von Turnen und Wintersport

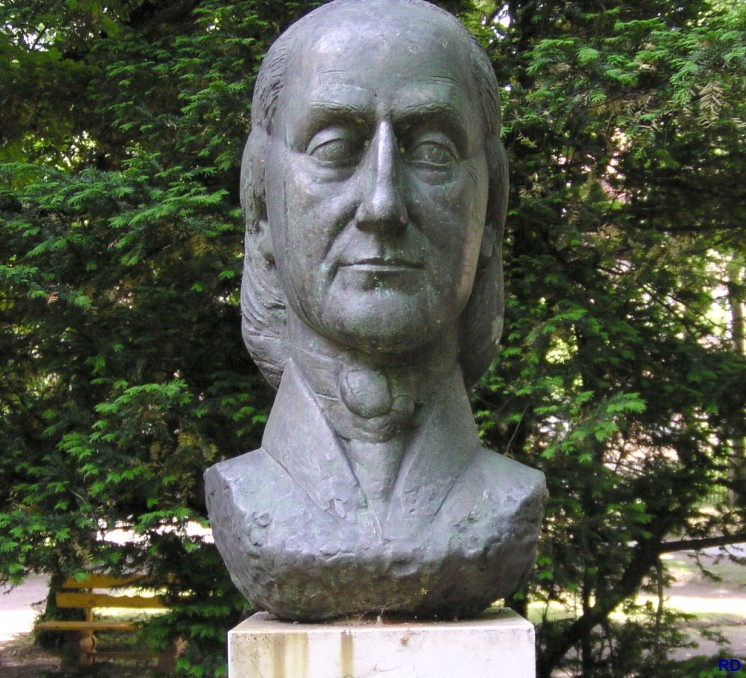
GutsMuths-Denkmal in Schnepfenthal

An der Wende vom 18. zum 19. Jahrhundert kamen aus Thüringen entscheidende Impulse für die Entwicklung einer modernen Körperkultur. An der 1784 gegründeten Salzmannschen Erziehungsanstalt in Schnepfenthal (heute zu Waltershausen) entwickelte Johann Christoph Friedrich GutsMuths in Deutschland die Körpererziehung. In Deutschland insgesamt blieben seine Ideen vorerst unverwirklicht. Es blieb schließlich dem „Turnvater“ Friedrich Ludwig Jahn vorbehalten, die Pflege der Leibesübungen populär zu machen.
Die Jahn-Schützlinge Hans Ferdinand Maßmann (1797–1874) und Christian Leopold Dürre (1796–1879) halfen 1816 der Jenaer Urburschenschaft, einen Universitätsturnplatz aufzubauen. Im preußischen Teil Thüringens wirkte der Jahn-Schüler Johann Carl Friedrich Salomon (1790–1860). Er organisierte das erste Thüringer Turnfest, das am 3. August 1818 in Erfurt stattfand und an dem 600 Schüler und Studenten teilnahmen.
Zahlreiche Turner nahmen 1817 am Wartburgfest teil. Doch der Drang nach Einheit und Freiheit wurde durch die 1819 einsetzende Demagogenverfolgung erstickt. Im Januar 1820 erschien in Preußen eine königliche Verordnung, welche das Turnen unter Strafe stellte.
Das staatlich verordnete Schulturnen, vorerst nur für die Jungen, begann in den thüringischen Staaten ab 1848/50 (Preußen 1842/44). Das Vereinsturnen bildete sich in Thüringen um die Jahre der bürgerlich-demokratischen Revolution 1848/49 heraus. Erster Turnverein in Thüringen war der 1846 gegründete Turnverein Schmölln.
Am 17./18. Juni 1860 fand im damals thüringischen Coburg das 1. Deutsche Turnfest statt.
In Thüringen entstanden Mitte der 1880er Jahre als erste Sportvereine die Radfahrvereine, so z. B. 1883 in Erfurt und 1884 in Nordhausen. Am 21./22. Mai 1893 wurde in der reußischen Industriestadt Gera der „Deutsche Arbeiter-Turnerbund“ gegründet. Gera blieb im thüringischen Raum fortan ein Zentrum des Arbeitersports.
Nachdem sich zahlreiche Fußballvereine auch leichtathletischen Übungen widmeten, kam es 1906 in Erfurt zur Durchführung der 1. Thüringischen Gaumeisterschaft in der Leichtathletik.
Während andere Sportarten in den Großstädten ihren Ursprung hatten, hatte die Entwicklung des Wintersports in Thüringen eine wichtige Rolle für ganz Deutschland gespielt. Nachdem im Frühjahr 1905 auf Initiative des Oberhofer Arztes Dr. Kurt Weidhaas der „Thüringer Wintersportverband“ ins Leben gerufen worden war, erlebte vor allem der Ski-, Rodel- und Bobsport einen rasanten Aufschwung. Mittelpunkte des Wintersportes wurden in Thüringen u. a. Oberhof, Friedrichroda, Brotterode, Ilmenau und Neuhaus am Rennweg. An diesen Orten entstanden auch aus touristischen Gründen Wintersportanlagen, wie z. B. 1906 eine Bobbahn und Sprungschanze in Friedrichroda und 1908/09 in Oberhof die große Schanze am Wadeberg.
Mit Hilfe norwegischer Skilehrer erreichten die Thüringer bei den Deutschen Wintersportmeisterschaften nicht nur im Bobsport, sondern auch im Nordischen Skisport vordere Plätze. Überragender Sportler jener Zeit war der Ernstthaler Karl Böhm-Hennes, der 1911 Deutscher und Österreichischer Meister in der Nordischen Kombination wurde.

### Der Fußball kommt nach Thüringen
Den stärksten Impuls erhielt die junge Sportbewegung durch den Fußballsport. Das erste Spiel nach englischen Regeln in Thüringen wurde 1893 in Jena ausgetragen, 1896 traten die Jenaer Regeln für das Fußballspiel in Kraft. Der SC Erfurt 1895 und der FC Germania 1899 Mühlhausen waren die einzigen thüringischen Vertreter bei der Gründungsversammlung des Deutschen Fußball-Bunds am 28. Januar 1900 in Leipzig. Die folgenden Jahre waren die Geburtsstunde zahlreicher Fußballvereine (1901: Gotha, 1902: Barchfeld/Werra, 1903: Weimar, Jena, Altenburg und Eisfeld, 1904: Gera, Meiningen und Sonneberg).
Die 1904 zum ersten Mal ausgetragene Thüringische Landesmeisterschaft gewann der SC Erfurt, der bis 1914 eine führende Rolle im thüringischen Fußball hatte und sich 1909 im Kampf um die Mitteldeutsche Meisterschaft des Verbandes Mitteldeutscher Ballspiel-Vereine gegen die starken Leipziger Vereine durchsetzen konnte. Schon zu dieser Zeit waren die Fußballer aus Jena die Hauptrivalen der Erfurter in Thüringen.

### Sport in der Weimarer Republik und im Dritten Reich
Die Jahre der Weimarer Republik brachten der Turn- und Sportbewegung einen großen Aufschwung. Der Sport nahm endgültig Massencharakter an.
Zu den langjährigen Erfolgsträgern in der Leichtathletik zählten der Saalfelder Karl Möbius (1897–1965), der 1926 Deutscher Meister im Stabhochsprung wurde. Im Fußball kämpften mit wechselnden Erfolgen der SC Erfurt, die Spielvereinigung Erfurt, der 1. SV Jena und der SV Preußen Langensalza um die Krone in Thüringen und um Anschluss an die mitteldeutsche Spitze.
Die 1931 in Oberhof durchgeführten FIS-Wettkämpfe (inoffizielle Weltmeisterschaften des Internationalen Skiverbandes) und Zweier-Bob-Weltmeisterschaften sowie der 1932 in Weimar ausgetragene Leichtathletik-Länderkampf Deutschland-Schweiz waren die ersten internationalen Großveranstaltungen in Thüringen.
Bald nach Beginn der Zeit des Nationalsozialismus 1933 wurden auch in Thüringen die traditionsreichen Arbeitersportvereine verboten, nichtarische Sportler aus den Turn- und Sportvereinen ausgeschlossen, Vereine gleichgeschaltet. In Thüringen wurde bereits 1934 im Schulsport die dritte Turnstunde mit wehrbezogenen Inhalten für die Jungen eingeführt.
In der 1933 eingeführten Fußball-Gauliga Mitte blieb der 1. SV Jena die einzige thüringische Mannschaft, die mit den Konkurrenten aus Dessau, Magdeburg und Halle mithalten konnte. Jena wurde in den Saisons 1934/35, 1935/36, 1939/40 und 1940/41 Gaumeister. Am 25. August 1935 fand in Erfurt das erste Fußball-Länderspiel auf thüringischem Boden statt. 37.000 Zuschauer sahen einen 4:2-Sieg der deutschen Auswahl gegen die Gäste aus Rumänien.
Der Suhler Sportschütze Erich Krempel (1913–1992) errang mit dem 2. Platz im Pistolenschießen bei den Olympischen Sommerspielen in Berlin die erste Olympiamedaille für einen Sportler aus Thüringen.
In diese Zeit fallen auch die Gabelbachrennen bei Ilmenau, eine Motorsport-Veranstaltung.

### Thüringer Leistungssport in der DDR

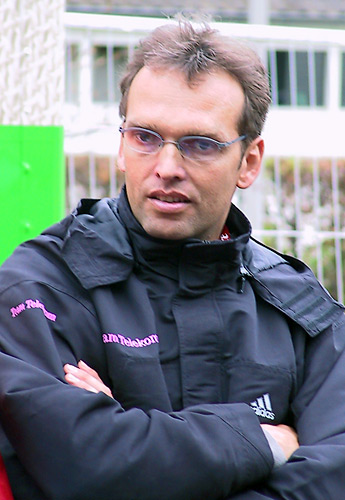
Olaf Ludwig (2002)

Nach dem Zweiten Weltkrieg brach man mit dem traditionellen Vereinswesen. An dessen Stelle traten 1946 zunächst kommunale Sportgemeinschaften. Ab 1948 wurden in größeren Betrieben und Institutionen Betriebssportgemeinschaften gegründet, die 1950 nach dem Vorbild der Sowjetunion in sogenannten Sportvereinigungen zusammengeschlossen (z. B. „Motor“, „Stahl“) wurden.
1948 fanden in einigen Sportarten die ersten Zonenmeisterschaften statt. Bei den Titelkämpfen in der Leichtathletik errangen Thüringer Sportler sechs erste Plätze.
In der DDR erhielt der Leistungssport nach dem Willen der SED-Führung eine besondere Förderung, um mit internationalen Erfolgen im Sport der DDR hohes Ansehen und weltweite Anerkennung zu verschaffen. Die ersten Siege – auch für Thüringer Sportler – ließen nicht lange auf sich warten. So ging die Erfurter Schwimmerin Jutta Langenau als erste Europameisterin aus der DDR in die Geschichtsbücher ein. Der Jenaer Walter Franke holte mit der DDR-Asphaltkegler-Mannschaft 1955 den ersten Weltmeistertitel nach Thüringen. Bei den Olympischen Spielen 1960 in Squaw Valley wurde der Spezialspringer Helmut Recknagel aus Steinbach-Hallenberg erster Thüringer Olympiasieger. Im Motorsport erregte das im Automobilwerk Eisenach angesiedelte Staatliche Rennkollektiv Mitte der 1950er Jahre mit einem EMW/AWE Rennsportwagen kurzzeitig Aufmerksamkeit.
Im Laufe der Jahrzehnte waren zahlreiche Sportler erfolgreich wie die in Jena trainierenden Leichtathleten Wolfgang Nordwig, Renate Stecher, Ruth Fuchs, Bärbel Wöckel und Marlies Göhr, die Speerwerferin Petra Felke aus Jena, der Erfurter Schwimmer Roland Matthes, der Radrennfahrer Olaf Ludwig aus Gera, die Rennschlittensportler Hans Rinn und Margit Schumann, der Biathlet Frank Ullrich oder die Bobsportler Meinhard Nehmer und Wolfgang Hoppe sowie der Skilangläufer Gerhard Grimmer aus Floh-Seligenthal, der 1974 zweifacher Weltmeister wurde und den berühmten Wasa-Lauf gewann.
Der Leistungssport wurde mit allen Mittel unterstützt – Sportveranstaltungen mit volkssportlichem Charakter, wie der seit 1973 durchgeführte GutsMuths-Rennsteiglauf und die nichtolympischen Sportarten fanden aber kaum die Förderung der Sportführung, deren Hauptaugenmerk auf Olympiamedaillen und Weltmeister-Titeln lag.
Im Fußball dominierte der FC Carl Zeiss Jena in Thüringen mit den DDR-Meisterschaften 1963, 1968 und 1970 und vier Siegen im FDGB-Pokal. Größter Erfolg der Jenaer ist das Erreichen des Finales im Europapokal der Pokalsieger im Jahr 1981. Darüber hinaus spielten Rot-Weiß Erfurt (Meister 1954 und 1955), Wismut Gera, die BSG Motor Altenburg, Motor Steinach, Motor Weimar und Motor Suhl in der DDR-Oberliga.

### Thüringer Sport im vereinten Deutschland

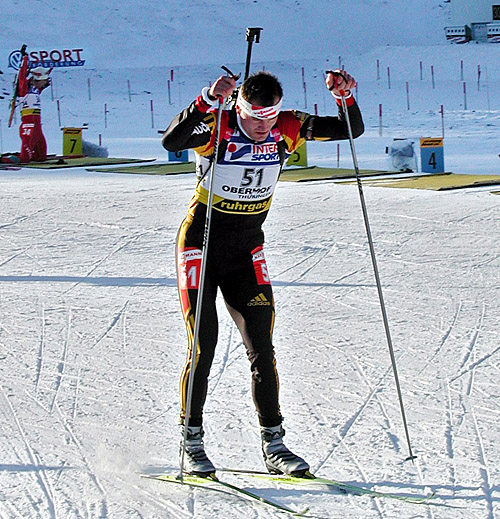
Sven Fischer 2003

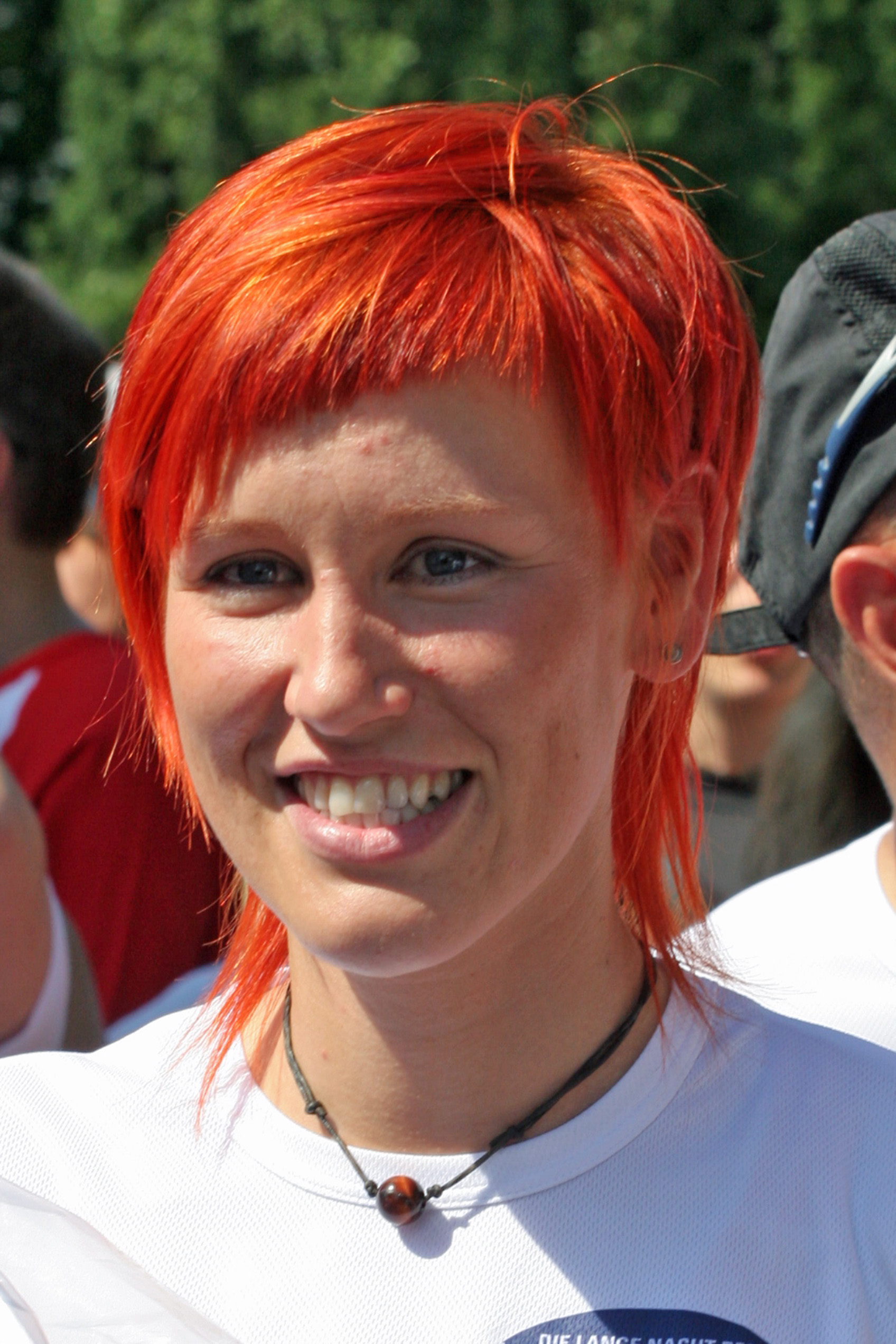
Kati Wilhelm im Juli 2006

Der Zusammenbruch der DDR führte im Jahr 1990 zur Umstrukturierung des gesamten Sports auf der Basis eingetragener Sportvereine. Dies war die Voraussetzung für die am 29. September 1990 in Bad Blankenburg erfolgte Gründung des Landessportbundes Thüringen e. V. und des Thüringer Fußball-Verbands am 1. März 1990, in dessen Bereich seit 1990/91 die neugebildete Thüringenliga die höchste Spielklasse ist.
Trotz gewaltiger Umstrukturierungen und wirtschaftlicher Probleme erreichten Thüringer Sportler internationale Erfolge. Zu nennen sind hier vor allem die Eisschnellläuferinnen Gunda Niemann-Stirnemann, Sabine Völker, Daniela Anschütz-Thoms, die Biathleten Sven Fischer, Daniel Graf, Frank Luck, Antje Misersky (erste gemeinsame deutsche Olympiasiegerin), Simone Greiner-Petter-Memm, Kati Wilhelm, Katrin Apel und Andrea Henkel und die Leichtathletin Heike Drechsler sowie der Sportschütze Ralf Schumann. Bei den Olympischen Winterspielen in Salt Lake City 2002 holten die Thüringer Athleten 14 der insgesamt 35 deutschen Medaillen.
Der Thüringer Wald und hier insbesondere Oberhof entwickelten sich weiter zu einer international bedeutenden Wintersportregion. In Ostthüringen haben sich die Internationale Thüringen-Rundfahrt der Frauen und der Köstritzer Werfertag als überregional bekannte Sportereignisse etabliert.
Die höchstklassigen Thüringer Handballvereine sind der ThSV Eisenach (Herren) und der Thüringer HC (Damen).
Im Volleyball sind vor allem die Damen erfolgreich. Der VfB 91 Suhl und Schwarz-Weiß Erfurt gehören der Volleyball-Bundesliga an. Die Suhlerinnen als Spitzenteam und die Erfurterinnen eher als Fahrstuhlmannschaft.
Im Fußball fand ein vorübergehender Machtwechsel statt. Der zu DDR-Zeiten dominante FC Carl Zeiss Jena musste nach einigen Jahren der Zugehörigkeit zur 2. Bundesliga bis in die in der Amateuroberliga absteigen, während der früher weniger erfolgreiche Erzrivale FC Rot-Weiß Erfurt den Wiederaufstieg in die 2. Liga schaffte. Außerdem gelang dem ZFC Meuselwitz der Aufstieg bis in die Fußball-Regionalliga. Erfolgreichste Thüringer Fußballmannschaft ist derzeit die Frauenmannschaft des FC Carl Zeiss Jena, ehemals eigenständig als FF USV Jena.
Im Bereich des Breitensports konnte sich der GutsMuths-Rennsteiglauf weiter profilieren und zählt regelmäßig über 10.000 Läufer. Seit 2011 finden mit dem jährlichen Glasbachrennen bei Bad Liebenstein Läufe der Europa-Bergmeisterschaft im Bergrennen statt.
Mit dem Gewinn der European League der Frauen 2024/25 gelang dem Thüringer HC im Mai 2025 erstmals einer Mannschaft aus Thüringen der Gewinn eines europäischen Mannschaftssportturniers.

## Aktuelle Thüringer Sportler und Vereine

### Basketball
Mit über 3000 in 63 Vereinen organisierten Mitgliedern gehört Basketball zu den größeren Mannschaftssportarten des Landes (Stand 2017). Die Vereine sind im Thüringer Basketball Verband organisiert.
In der Saison 2017/18 waren mit Science City Jena und den Rockets erstmals zwei thüringische Teams in der Basketball-Bundesliga vertreten. Beide Vereine traten mit Jugendmannschaften außerdem in der Nachwuchs-Basketball-Bundesliga als auch der Jugend-Basketball-Bundesliga an. Nach dem Abstieg der Rockets am Ende der Saison zog sich die Mannschaft vom professionellen Spielbetrieb zurück. Mit den Basketball Löwen Erfurt wurde daraufhin eine neue Mannschaft in der ProB, der dritthöchsten Spielklasse im Basketball, gegründet.
Im Rollstuhlbasketball spielen mit den RSB Thuringia Bulls ein thüringisches Team seit mehreren Jahren in der Rollstuhlbasketball-Bundesliga (RBBL). Der Verein ist eines der erfolgreichsten deutschen Teams der letzten Jahre und gewann 2016 das Triple aus deutscher Meisterschaft, DRS-Pokal und André Vergauwen-Cup sowie 2018 das Double aus Meisterschaft und IWBF Champions Cup. Mit den Jena Caputs spielte ein weiteres thüringisches Team mehrere Jahre in RBBL und 2. Rollstuhlbasketball-Bundesliga.

### Fußball
Die Frauenmannschaft FC Carl Zeiss Jena (ehemals FF USV Jena), die Stand 2024/2025 in der Bundesliga spielt, ist die erfolgreichste Fußballmannschaft Thüringens. In der drittklassigen Regionalliga Nordost spielt der 1. FFV Erfurt und die zweite Mannschaft des FC Carl Zeiss Jena.
Im Männerfußball sind nur wenige Fußballmannschaften aus Thüringen in höheren Fußball-Ligen vertreten. Seit der Saison 2020/21 ist das Bundesland in den obersten drei Ligen nicht vertreten. In der viertklassigen Regionalliga Nordost spielen die ehemaligen Zweitligisten FC Carl Zeiss Jena und FC Rot-Weiß Erfurt sowie der ZFC Meuselwitz. In der Südstaffel der Oberliga Nordost (5. Liga), die mehrheitlich aus Teams aus Thüringen, Sachsen und Sachsen-Anhalt gebildet wird, spielen der FC Einheit Rudolstadt und die BSG Wismut Gera.

### Handball
In der Handball-Bundesliga ist Thüringen mit dem ThSV Eisenach vertreten. In der Handball-Bundesliga der Frauen ist der Thüringer HC aus Erfurt/Bad Langensalza etabliert und konnte seit 2010 sieben Meistertitel erringen, dreimal den DHB-Pokal und 2024/25 die European League der Frauen gewinnen.

### Tischtennis
Der Post SV Mühlhausen spielt seit 2013 ununterbrochen in der Tischtennis-Bundesliga und konnte dort bereits gute Ergebnisse erzielen. Zudem tritt er in der Tischtennis Champions League an.

### Volleyball
Die Frauenmannschaft des VfB 91 Suhl gehört seit Jahren zu den Spitzenteams der Deutschen Volleyball-Bundesliga. Seit der Saison 2023/24 spielen auch die Damen des Schwarz-Weiss Erfurt wieder in der 1. Liga, der sie in den Spielzeiten zuvor bereits mehrmals angehört haben.
Von den Männermannschaften spielt keine erstklassig. In der 2. Deutsche Volleyball-Bundesliga (Süd) spielen die Blue Volleys Gotha/VC Gotha.

### Eishockey
Die Mannschaft der Black Dragons Erfurt spielt seit 2010 in der Eishockey-Oberliga.

### Wintersport
Folgende Sportler sind in Thüringen geboren oder derzeit in Thüringer Vereinen aktiv:
Ronny Ackermann – Daniela Anschütz-Thoms – Jens Filbrich – Sebastian Haseney – Andrea Henkel – Stephan Hocke – Stefan Lindemann – Andreas Schlütter – Axel Teichmann – Alexander Wolf – David Möller – Andi Langenhan – Jan Eichhorn – Johannes Ludwig – Robert Eschrich – André Florschütz – Marko Baacke – Juliane Seyfarth – Cindy Haasch